# 155 mm Artilleriegeschoss HEER
Das HEER ist ein Artilleriegeschoss mit Kaliber 155 mm mit vergrößerter Reichweite. HEER oder auch HE-ER steht für High Explosive Extended Range, also eine reichweitengesteigerte Sprenggranate.

## Entwicklung
Das HEER-Geschoss wurde Anfang der 1990er-Jahre vom norwegischen Rüstungskonzern Nammo in Raufoss entwickelt. Ziel war ein neues 155-mm-Artilleriegeschoss mit großer Reichweite, welches nicht die Nachteile der Artilleriegeschosse mit Raketenantrieb (HERA/RAP) und der ERFB-Geschosse hatte. Diese Geschosse haben je nach Modell eine große Streuung, eine aufwändige Produktion und hohe Kosten. Als Basis für das neue Geschoss verwendete Nammo das Artilleriegeschoss M/77B (SGR 77B), welches mit der FH-77 in den 1980er-Jahren eingeführt wurde. Mit dem neuen Geschoss wurde eine Schussdistanz von 30 km bei geringer Streuung angestrebt. Das HEER-Geschoss war Mitte der 1990er-Jahre fertig entwickelt und wurde ab dann für die heimischen Streitkräfte produziert sowie auf dem Exportmarkt angeboten. Erster Exportkunde waren die Streitkräfte Indiens. Seit Anfang der 2000-Jahre wird der Geschosstyp weltweit von verschiedenen anderen Rüstungskonzernen produziert und exportiert.

## Geschosstypen
- HEER-HB: High Explosive Extended Range-Hollow Base, mit Hohlboden am Geschossende[2]
- HEER-BB: High Explosive Extended Range-Base Bleed, mit Base-Bleed-Glimmsatz am Geschossende[2]

Auf der Basis des HEER-Geschosses wurde von Rheinmetall Denel Munition das M2005 V-LAP-Geschoss (Velocity-enhanced Long-range Artillery Projectile) entwickelt. Dies ist ein HEER-Geschoss mit Base Bleed und zusätzlichem Raketenantrieb. Mit diesem Geschoss wurden bei Tests mit einem Geschütz mit 52 Kaliberlängen (L/52) Schussdistanzen von 54 km erreicht. Daneben wird vom selben Hersteller auch das HEER-Geschoss DM121 hergestellt. Weiter werden HEER-Geschosse auch im Kaliber 152 mm und 105 mm produziert.

## Beschreibung

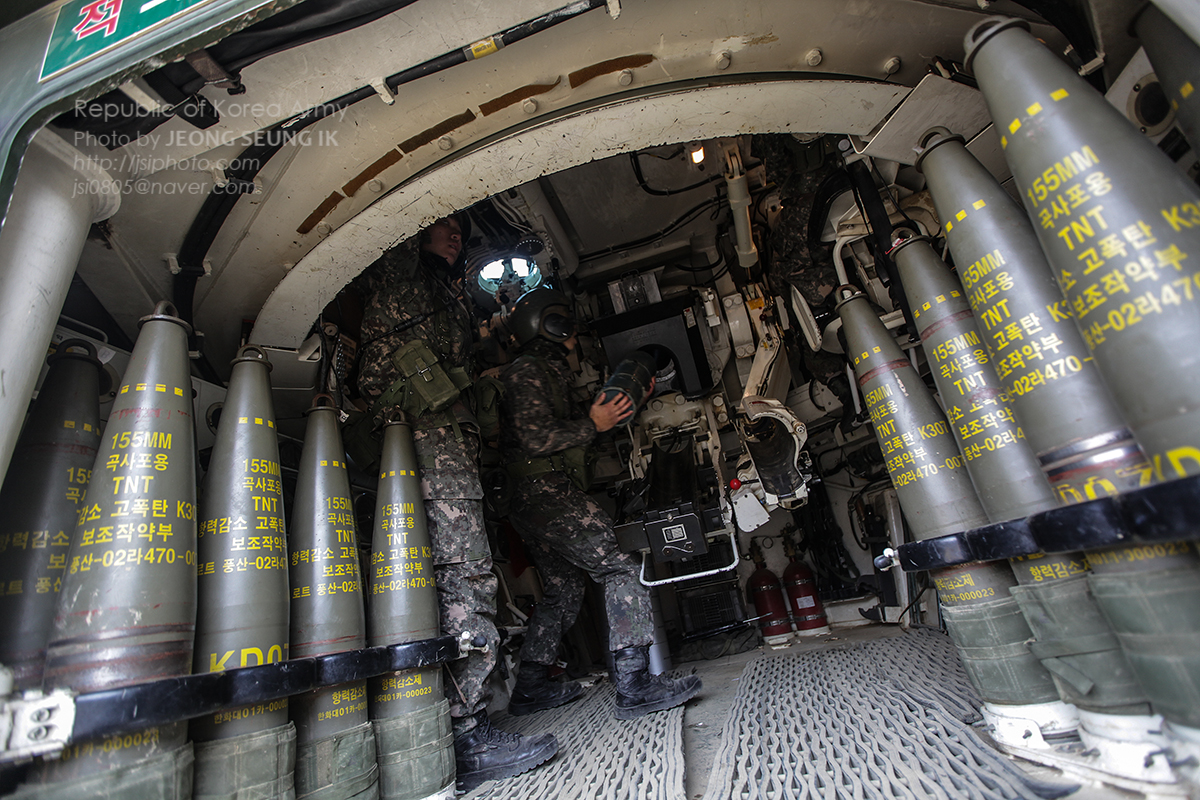
HEER-Geschosse in einer K9 Thunder

Das HEER-Geschoss erfüllt die Vorgaben des Joint Ballistics Memorandum of Understanding (JBMoU) der NATO und kann von nahezu allen 155-mm-Artilleriegeschützen verschossen werden. Die große Reichweite wird durch die verbesserte Außenballistik erreicht, die in der Variante BB vor allem durch das Base Bleed und dem damit verringerten Bodensog des Geschosses entsteht. Mit HEER-Geschossen wird dieselbe Reichweite wie mit HERA und ERFB-Geschossen erreicht, dies aber bei einer deutlich geringeren Streuung. Gemäß Herstellerangaben soll bei HEER-Geschossen die Zielabweichung (Streuung) bei 0,3 bis 0,4 % in der Schussdistanz sowie im Azimut liegen. Die geringe Streuung wird primär durch die ballistischen Eigenschaften sowie die geringen Fertigungstoleranzen erreicht.
Das HEER-Geschoss ist ohne Zünder 787 mm und mit Zünder rund 885 mm lang. Es wiegt ohne Zünder 41,3 kg und in schussbereitem Zustand rund 42,25 kg. Der Geschosskörper mit 153,9 mm Durchmesser wird aus hochfestem Stahl gefertigt. Das Geschoss verfügt über ein spitzes und stromlinienförmiges Profil, bei dem sich die zur Geschossspitze zulaufende Ogive über rund zwei Drittel der gesamte Geschosslänge erstreckt. Das Geschossende ist gegen den Geschossboden mit 6° konisch zulaufend. Das Geschossende ist modular aufgebaut. Standardmäßig ist ein Hohlboden aufgeschraubt. Dieser kann im Feld durch einen Base Bleed ausgetauscht werden. An der Geschossspitze ist eine Vertiefung mit einem Gewinde angebracht. In dieser ist bei der Auslieferung aus dem Werk eine Ringschraube bzw. Transportöse eingeschraubt. Im hohlen Geschosskörper befindet sich die Sprengstofffüllung. Diese kann aus 8,5 kg TNT, 9 kg Composition B oder 10 kg insensitivem Sprengstoff bestehen. Zur Abdichtung des Verbrennungsraumes zwischen Rohrwand und Geschoss sind oberhalb des konischen Geschossbodens zwei breite Führungsbänder angebracht. Diese werden beim Abschuss in die Züge des Geschützrohres gepresst. Mit den Führungsbändern beträgt der Geschossdurchmesser 157,94 mm. Als Zünder können eine breite Palette von Aufschlagzünder, Verzögerungszünder, Näherungszünder sowie Kurskorrektur-Zünder mit GPS verwendet werden. Bei der Detonation des HEER zerlegt sich die Geschosshülle in Splitter mit einem Gewicht von 10 bis 40 g.
Der beim Abschuss maximal zulässige Gasdruck beträgt 4500 bar. Dabei kann die Mündungsgeschwindigkeit bei bis zu 970 m/s liegen. Folgende Schussdistanzen werden mit den HEER-Geschossen erreicht:
| Artilleriesystem        | Kaliberlänge | Mündungsgeschwindigkeit | Schussdistanz HEER-HB | Schussdistanz HEER-BB |
| ----------------------- | ------------ | ----------------------- | --------------------- | --------------------- |
| FH-77B Feldhaubitze     | L/39         | 811–829 m/s             | 24,7 km               | 30,8 km               |
| Artilleriesystem Archer | L/52         | 935–953 m/s             | 30 km                 | 41 km                 |

## Treibladungen
Das HEER-Geschoss gehören zur Sorte der getrennt geladenen Munition mit modularen Treibladungsbeuteln (Zonenladungen). Das heißt, das Geschoss und die Treibladungen werden nacheinander geladen. Verwendet werden können zum Beispiel NATO-Standard-Treibladungen wie M3A1 (Zonen 3, 4 und 5), M4A2 (Zonen 3, 4, 5, 6 und 7), M119A1 (Zone 8), M203 (Zone 9) oder M11 (Zone 10). Weiter kann auch das von Nammo und Bofors entwickelte modulare Uniflex 2-Treibladungssystem verwendet werden.